# Historia idei
Historia idei – pole badań w historii i dziedzinach jej bliskich, zajmujące się wyrażaniem, kontynuacją i zmianami w ludzkich ideach na przestrzeni czasu. Uważa się tę dyscyplinę za siostrzaną wobec historii intelektualnej i zbliżoną do historii filozofii oraz historii literatury.
Historyk Arthur O. Lovejoy (1873–1962) użył po raz pierwszy tego terminu i rozpoczął systematyczne badania na tym polu.

## Polskie badania nad historią idei
W Polsce z dyscypliną tą związana jest tzw. warszawska szkoła historii idei (Bronisław Baczko, Jerzy Szacki, Andrzej Walicki). Na Uniwersytecie Warszawskim w Instytucie Stosowanych Nauk Społecznych istnieje Katedra Historii Idei i Antropologii Kulturowej, w ramach której prowadzona jest specjalizacja z zakresu Historii Idei w ramach studiów licencjackich i magisterskich. Katedrą kierował dziekan wydziału prof. Marcin Król.
Z kolei w Poznaniu na Uniwersytecie im. A. Mickiewicza działa Zakład Myśli i Kultury Politycznej, na którego czele stoi prof. Waldemar Łazuga. Pracownicy i doktoranci zakładu zajmują się m.in. liberalizmem, konserwatyzmem i socjalizmem w polskiej myśli politycznej w XIX w. Przy zakładzie funkcjonuje studencka Sekcja Myśli i Kultury Politycznej, działająca przy Studenckim Kole Naukowym Historyków IH UAM.
W Krakowie na Uniwersytecie Jagiellońskim istniał Międzynarodowy Klub Historii Idei, założony w 1996 roku przez prof. dr hab. Ewę Śnieżyńską-Stolot, natomiast po jej przejściu na emeryturę funkcję przewodniczącego Rady Naukowej Klubu pełnił docteur habilité à diriger les recherches, prof. UJ Michel Henri Kowalewicz. Spotkania Klubu nawiązywały do tradycji Ideas Club A.O. Lovejoya.